# 잔지바르 인민공화국
잔지바르 인민공화국(스와힐리어: Jamhuri ya watu wa Zanzibar)은 1964년 잔지바르 혁명으로 잔지바르 제도에 세워진 국가였다. 같은 해 4월에 탕가니카와 합병되어 탕가니카-잔지바르 연합공화국을 이루었고, 같은 해 10월에 연합공화국의 이름은 탄자니아로 바뀌었다.